# Tristan i Izolda (film 2006)
Tristan i Izolda (ang. Tristan + Isolde) – film produkcji niemiecko-brytyjsko-amerykańskiej w reżyserii Kevina Reynoldsa z roku 2006.

## Fabuła
Filmowa wersja legendy o wielkiej i tragicznej miłości Tristana i Izoldy. Akcja toczy się na Wyspach Brytyjskich w ciemnych wiekach. Król Marek usiłuje zrzucić jarzmo celtyckiego władcy Donnchadhowa jednocząc skłócone plemiona. Tristan trafia do Irlandii, gdzie spotyka Izoldę.

## Obsada
- reżyseria: Kevin Reynolds
- scenariusz: Dean Georgaris
- aktorzy:
  - James Franco jako Tristan
  - Sophia Myles jako Izolda
  - Rufus Sewell jako Król Marek
  - David O’Hara jako król Donnchadh
  - Henry Cavill jako Melot
  - JB Blanc jako Leon
  - Thomas Sangster jako młody Tristan
  - Mark Strong jako Wictred
  - Bronagh Gallagher jako Bragnae
  - Ronan Vibert jako Bodkin
  - Lucy Russell jako Edyth
  - Graham Mullins jako Morhołt
  - Leo Gregory jako Simon
- producenci:
  - Moshe Diamant - producent
  - Lisa Ellzey - producent
  - Giannina Facio - producent
  - Jan Fantl - koproducent
  - Frank Hübner – producent wykonawczy
  - Jim Lemley – producent wykonawczy
  - Elie Samaha - producent
  - Ridley Scott – producent wykonawczy
  - Tony Scott – producent wykonawczy
  - Matthew Stillman – producent wykonawczy
- muzyka: Anne Dudley
- zdjęcia: Artur Reinhart
- montaż: Peter Boyle
- scenografia: Mark Geraghty, Johnny Byrne
- kostiumy: Maurizio Millenotti